# Lovsången (Egil Hovland)
Lovsången av Egil Hovland är skriven 1971. Den finns i två versioner i Den svenska kyrkohandboken 1986.

## Publicerad i
- Gudstjänstordning 1976, del II Musik.
- Den svenska kyrkohandboken 1986 under Lovsången.